# Rechenscheibe

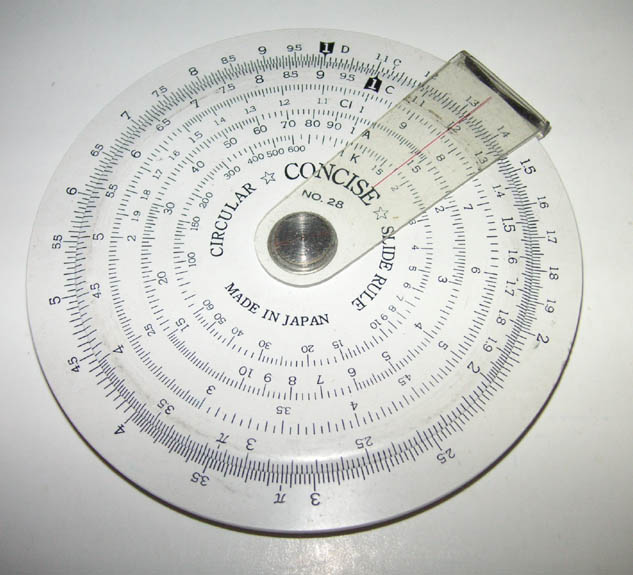
Rechenscheibe

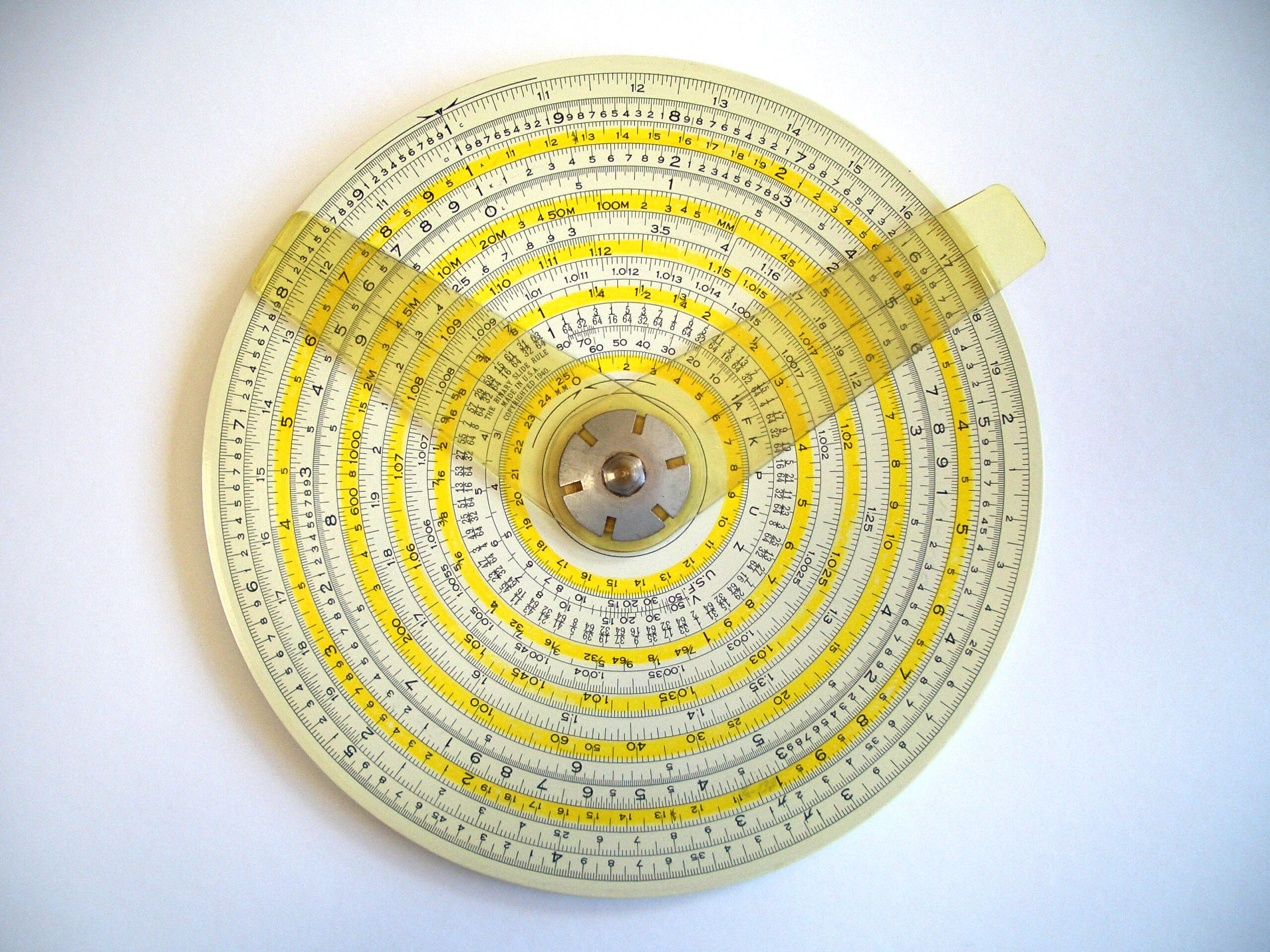
Komplexe Rechenscheibe

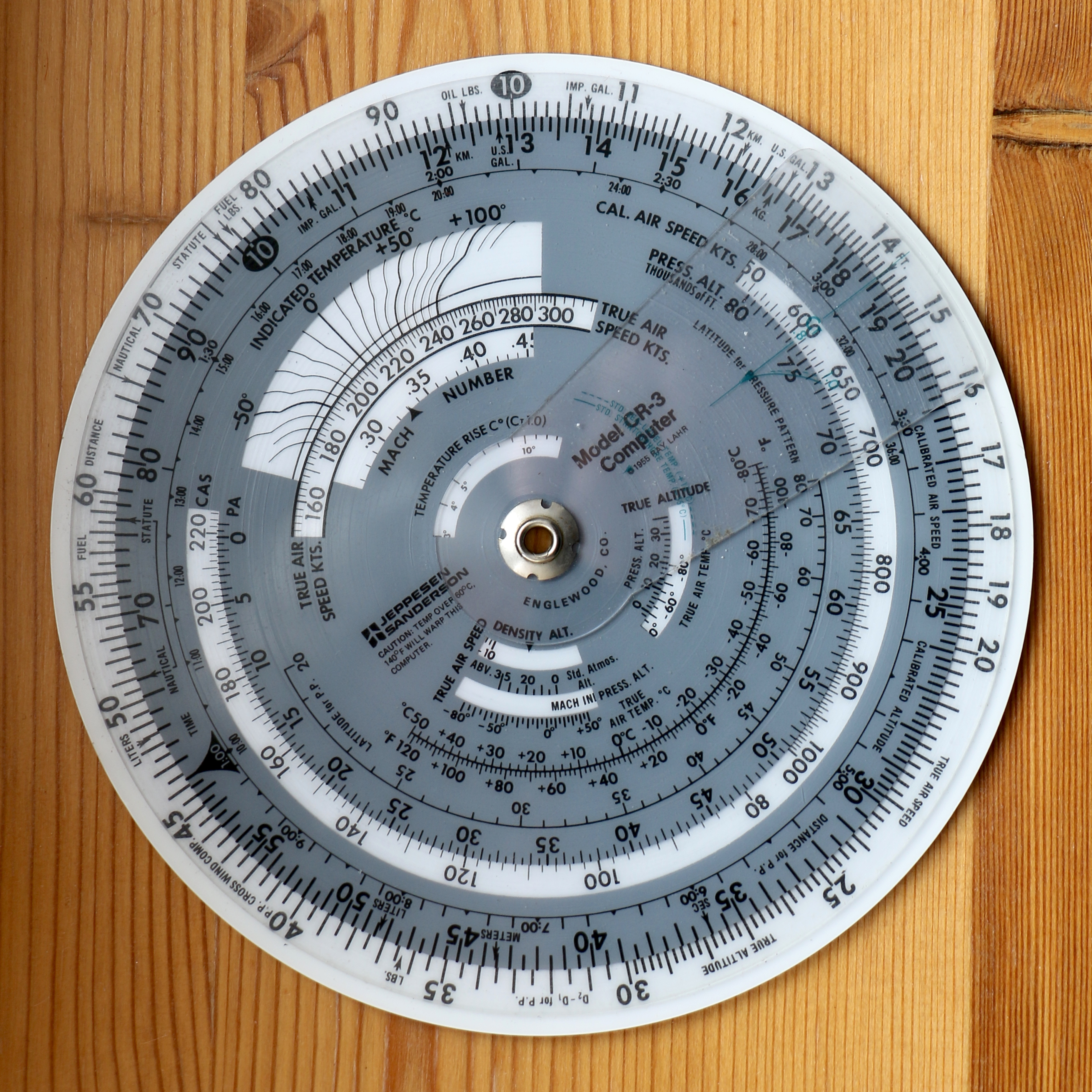
Für die Luftfahrt spezialisierte Rechenscheibe. (Z.B. Umrechnung von Indicated Airspeed zu True Airspeed)

Die Rechenscheibe ist ein Hilfsmittel zum Addieren, Subtrahieren, Multiplizieren, Dividieren und anderen Rechenoperationen.
Sie entspricht im Wesentlichen dem Rechenschieber.

## Vor- und Nachteile der Rechenscheibe gegenüber dem Rechenschieber
Im Wesentlichen sind die Vor- und Nachteile die Gleichen wie beim Rechenschieber. Als weitere sind zu nennen:
Vorteilhaft ist die Tatsache, dass ein „Durchschlagen“ (Durchschieben) der „Zunge“ (bewegliche Skala des Rechenschiebers) konstruktiv weder möglich noch nötig ist; Skalenende und Skalenanfang des beweglichen Teils liegen am gleichen Ort.
Überträge können sehr leicht behandelt werden.
Bei der Einstellung von Verhältnissen (z. B. beim Dreisatz) ist die Erstellung einer ununterbrochenen Tabelle von Werten möglich. Diese Eigenschaft machte die Rechenscheibe besonders im graphischen Gewerbe beliebt und wird heute noch von manchem geschätzt.
Die Genauigkeit bzw. Auflösung der Skalen steht in unmittelbarem Zusammenhang mit der Länge der Skalen. Durch die Anbringung der Skalen auf einer Kreisscheibe wird das Rechengerät sehr kompakt. Der Durchmesser einer Rechenscheibe beträgt ca. 1/3 der Länge eines Rechenschiebers.
Nachteilig ist, dass auf einer Rechenscheibe nur eine begrenzte Anzahl Sonderskalen angebracht werden kann, da einerseits der Platz beschränkt ist und andererseits die Länge der Skalen und damit ihre Auflösung/Genauigkeit zur Mitte der Scheibe abnimmt. Aus diesem Grunde wurden durchaus unterschiedlich skalierte Scheiben für spezielle Anwendungen hergestellt (kaufmännisches Rechnen und Kalkulieren, Prozentrechnung, Navigationsrechnen in Luft- und Seefahrt etc.). In der Luftfahrt finden spezielle Rechenscheiben bis heute Verwendung, die zur Berechnung von Größen wie Flugzeit, Geschwindigkeit oder Kraftstoffverbrauch dienen. Diese halten sich vermutlich aufgrund der Möglichkeit zur Einhandbedienung und der Unabhängigkeit von Batterien und der Ablesbarkeit verschiedener Varianten einer Lösung.

## Uhren
Es gibt auch heute noch Armbanduhren (insb. sogenannte Fliegeruhren), die mit einer Rechenscheibe ausgestattet sind, etwa von Breitling, Citizen, Revue Thommen, Sinn oder TAG Heuer. Neben allgemeinen Rechenoperationen können diese auch für Geschwindigkeitsberechnungen oder – im militärischen Bereich – für ballistische Berechnungen ausgelegt sein.

## Fotografie
Vor allem in der analogen Fotografie werden Rechenscheiben für die Bestimmung der Belichtungsparameter (Belichtungszeit, Blendenzahl) oder des Schärfentiefe-Bereiches genutzt. Auch bei der manuellen Entwicklung von Filmen sowie bei der manuellen Belichtung und Entwicklung von Abzügen werden Rechenscheiben zur Ermittlung der Entwicklungs- und Belichtungszeiten genutzt.

## Trivia
Eine Rechenscheibe ist oft auf der Rückseite einer Parkscheibe zu finden, auch wenn sie nicht genau gearbeitet ist. Mit ihr kann beispielsweise der Kraftstoffverbrauch errechnet werden.